# Nakonde
Nakonde – miasto w północno-wschodniej Zambii, w Prowincji Muchinga. Według danych szacunkowych na rok 2010 liczyło 41 836 mieszkańców.